# غرونشتات
غرون اشتات (بالألمانية: Grünstadt) هي بلدة ألمانية تقع في ألمانيا في راينلند بالاتينات.[بحاجة لمصدر] يقدر عدد سكانها بـ 13,249 نسمة .

## توأمة
لغرونشتات اتفاقيات توأمة مع:
- بونيتا سبرنغز

## أعلام
- لودويغ وايلدينغ
- ماركو هابر
- برنارد بونيت
- فولفغانغ هاينز